# Panemunė
Panemunė (alemán: Übermemel) es una ciudad de Lituania, perteneciente a la seniūnija de Pagėgiai en el municipio de Pagėgiai de la provincia de Tauragė.
En 2011, la ciudad tenía una población de 274 habitantes. Es la localidad más pequeña del país que mantiene el título de ciudad.
El estatus de ciudad de Panemunė es una herencia histórica de la antigua ciudad prusiana de Tilsit, de la cual formaba un barrio periférico separado del núcleo principal por el río Memel. Tras la derrota alemana en la Primera Guerra Mundial, los territorios prusianos ubicados en la margen derecha del río, incluyendo este barrio, pasaron a formar parte en 1920 del Territorio de Memel, integrado en Lituania en 1923. Durante la Segunda Guerra Mundial, los invasores alemanes reintegraron  el área como barrio de Tilsit. Cuando la Unión Soviética ocupó la zona tras la guerra, tuvo lugar la expulsión de la población alemana.
Se ubica sobre la carretera E77, unos 20 km al suroeste de la capital provincial Tauragė, en la periferia meridional de la capital municipal Pagėgiai, junto a la frontera con Rusia marcada por río Niemen. Al otro lado de la frontera se ubica la localidad rusa de Sovetsk, con la cual está conectada a través del puente de la Reina Luisa.